# Skallsjö kyrka
Skallsjö kyrka är en kyrkobyggnad i sydöstra delen av samhället Floda i Lerums kommun. Den tillhör Skallsjö församling i Göteborgs stift.

## Kyrkobyggnaden
En tidigare kyrka uppfördes på 1200-talet två kilometer sydväst om den nuvarande kyrkan. Den äldre kyrkan övergavs när nuvarande kyrka stod färdig och är idag endast en ruin, Skallsjö kyrkoruin.
Nuvarande kyrka uppfördes 1861-1863 efter ritningar av arkitekt Albert Törnqvist vid Överintendentsämbetet. Kyrkan har en stomme av sten och består av rektangulärt långhus med flersidigt kor i öster. Vid långhusets västra kortsida finns kyrktornet med huvudingång. Fönstren ombyggdes 1907 under ledning av arkitekt Adrian Crispin Peterson och 1914 tillkom glasmålningar utförda av Yngve Lundström. Dekorationsmålningar i koret, på korbågen och på predikstolskorgen utfördes 1956 av konstnär Joël Mila. Vid kyrkorummets västra sida finns en orgelläktare. Under läktaren finns en sakristia i norr och ett samtalsrum i söder.
Sedan fuktskador framtvingat en renovering av tornet genomfördes en omfattande renovering av hela kyrkan 2010–2011. Vid renoveringen byggdes tornet om, med ett nytt glasparti som ger tornet en fyrkaraktär. Ovanpå glasdelen har den gamla spiran återplacerats.
Kyrkogården utvidgades 1927-1930 under ledning av Allan Berglund.

## Inventarier
- I koret finns en åttasidig dopfunt av trä som är samtida med kyrkan.
- I vapenhuset finns fragment av en medeltida dopfunt av täljsten. Funten hittades vid gamla kyrkans ruin.
- Predikstolen med sjusidig korg är sannolikt samtida med kyrkan.
- I kyrkan är uppsatt ett begravningsvapen för Johan Gustavsson Örnevinge.
- I tornet hänger två kyrkklockor från 1636 respektive 1695.

### Orglar
- Orgeln på läktaren är ursprungligen byggd 1863 av J N, E & C Söderlings verkstad i Göteborg. Den var en  grundtonsmättad kororgel och hade både principal 16' och Borduna 16' i manualen. Pedalen var bihängd. Instrumentet byggdes om 1939 av A. Magnusson Orgelbyggeri AB och fick då 24 stämmor fördelade på två manualer och pedal. Fem av stämmorna återanvändes från Söderlingorgeln. Orgeln byggdes till sist om och omdisponerades 2002 av Ålems Orgelverkstad. De bytte ut krumhornet mot en oboe, bytte ut en Sifflöjt 1'-stämma mot princ 4' i man II, gjorde fasaden ljudande och ordnade till princ 16' i man I.[2]
- I det södra sidoskeppet finns även en kororgel, som är tillverkad 1984 av Robert Gustavsson Orgelbyggeri. Den har fem stämmor fördelade på manual och pedal.[2]

## Bilder

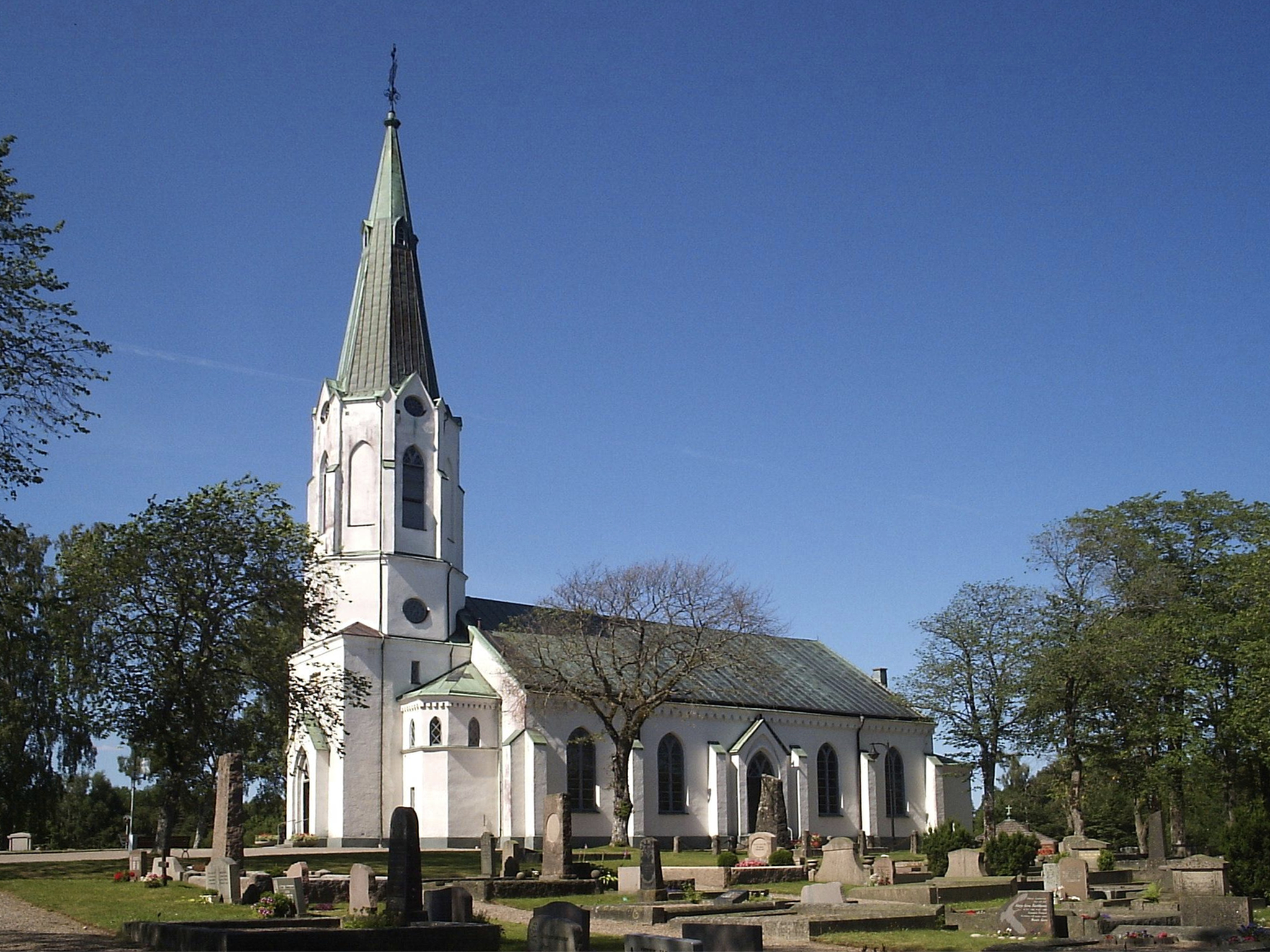
Kyrkan från sydväst 2006, innan tornets ombyggnad.
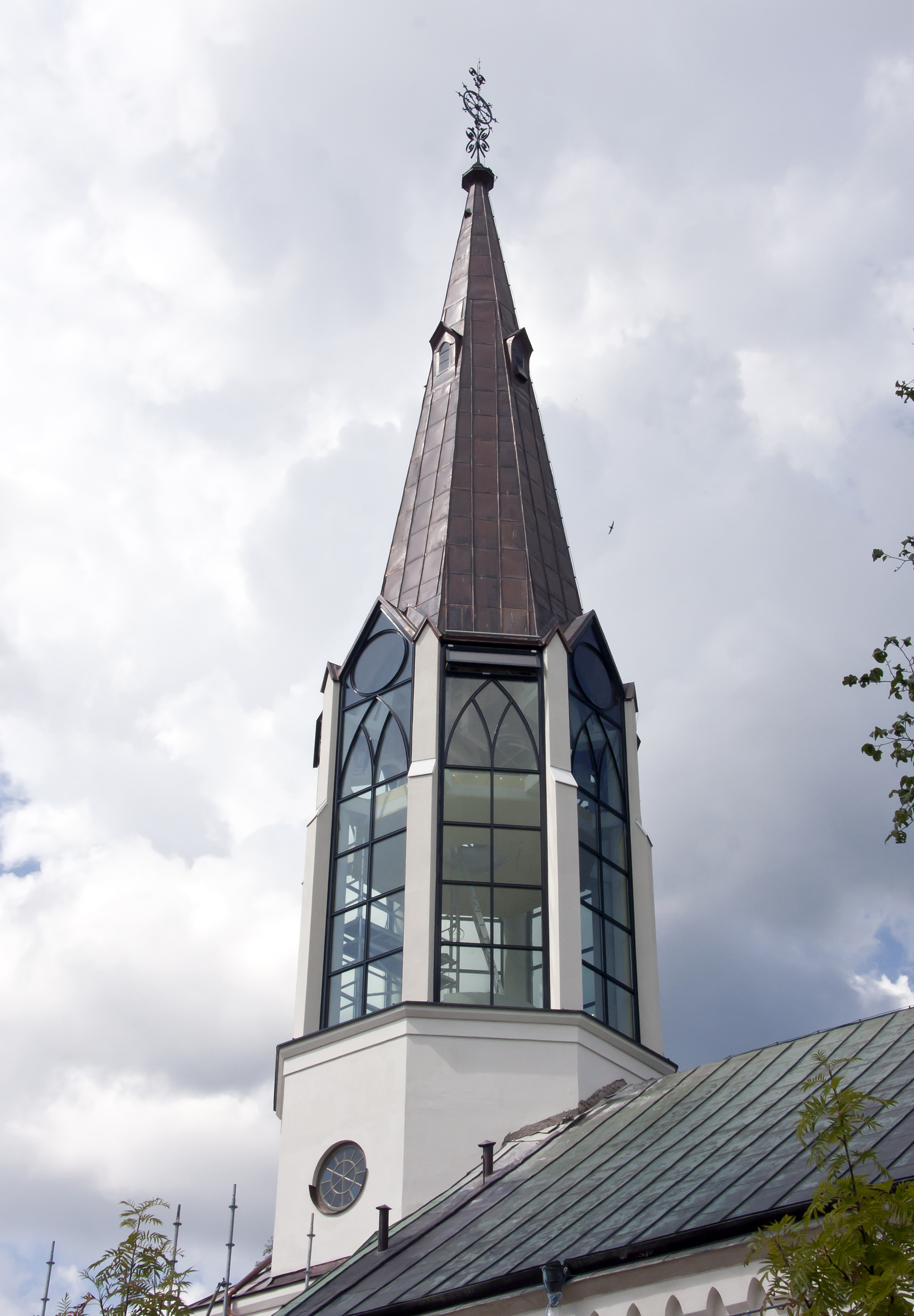
Kyrktornet efter ombyggnad 2010–2011.
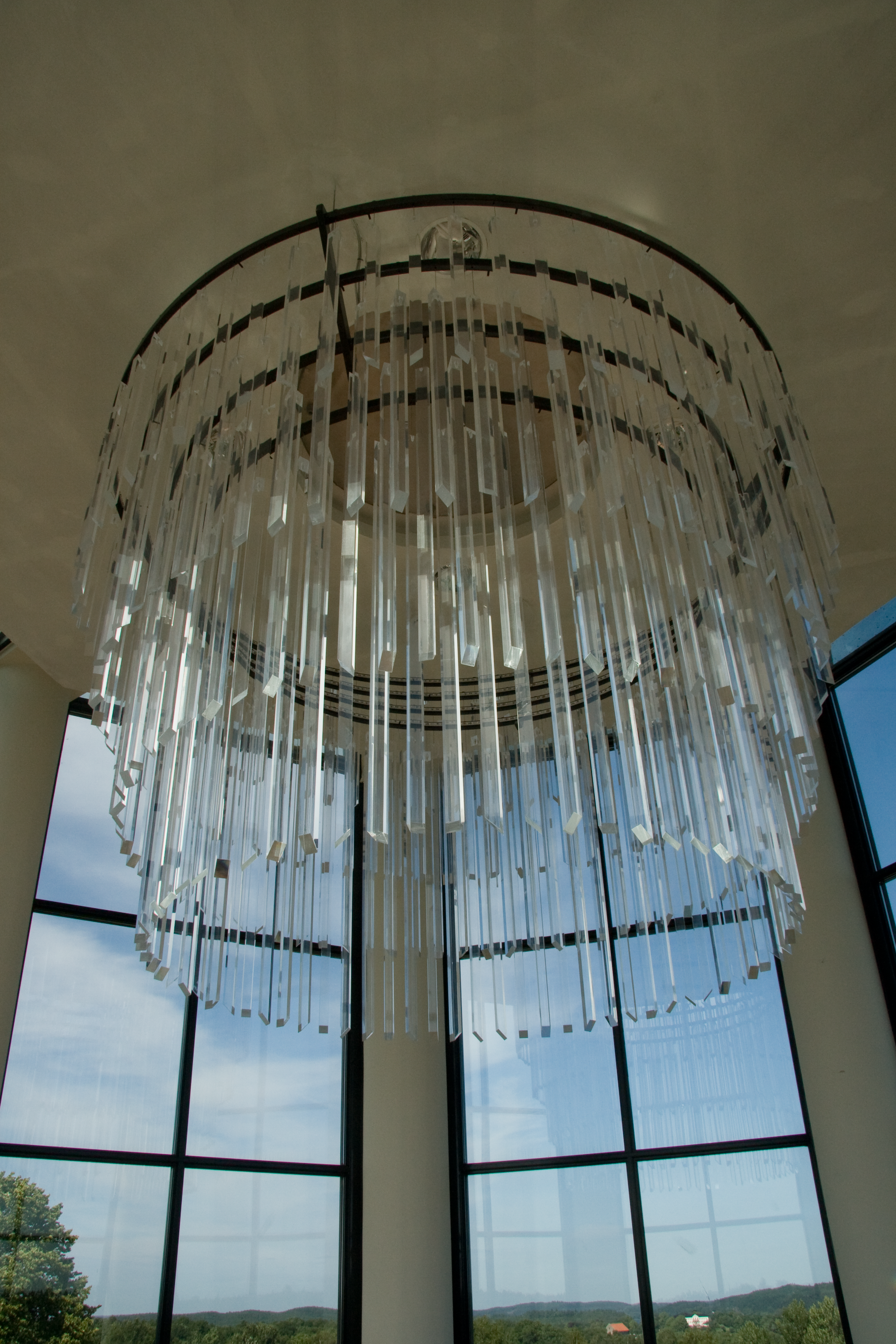
Ljuskronan i det ombyggda tornet.
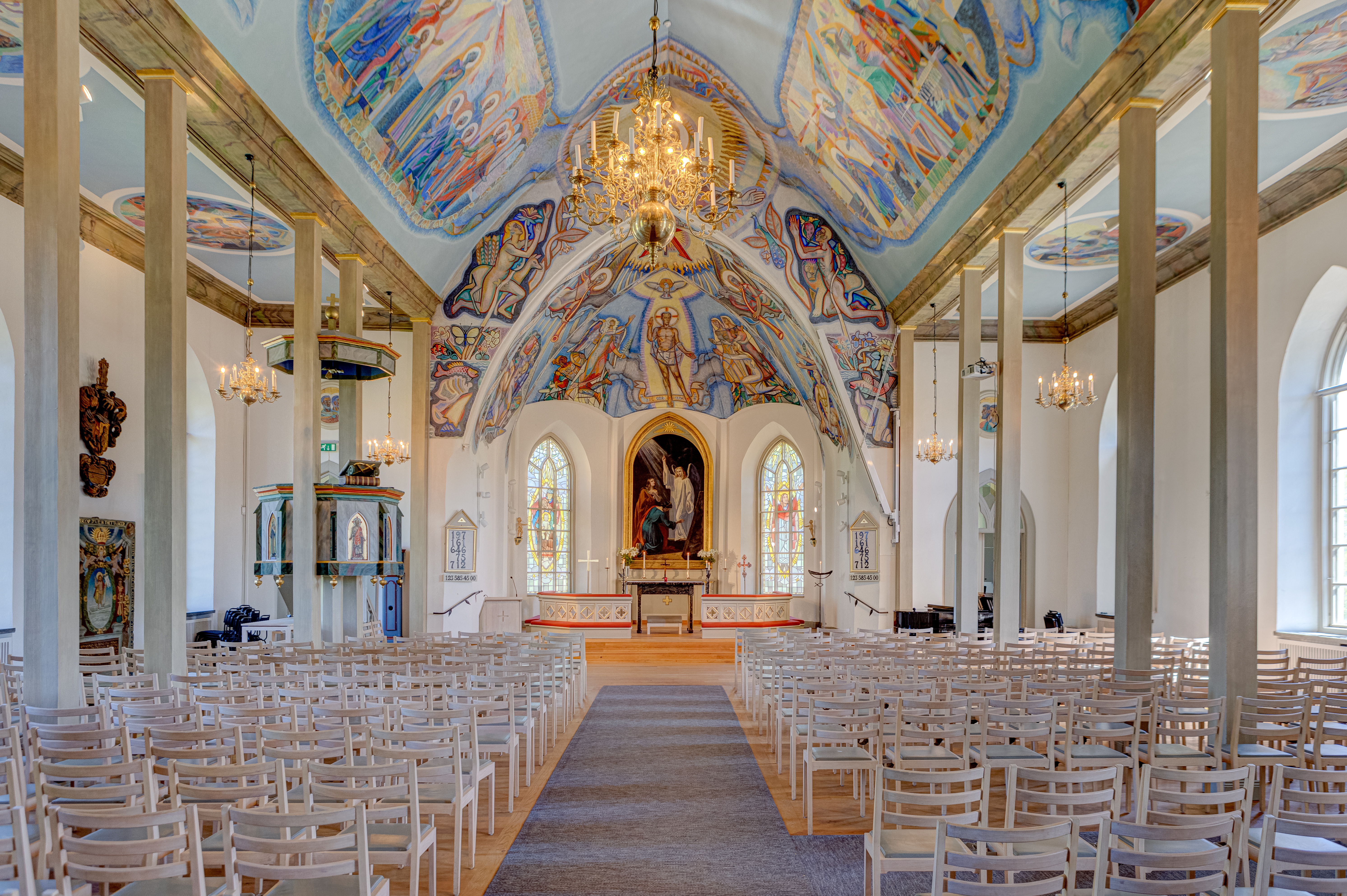
Interiören mot öster.
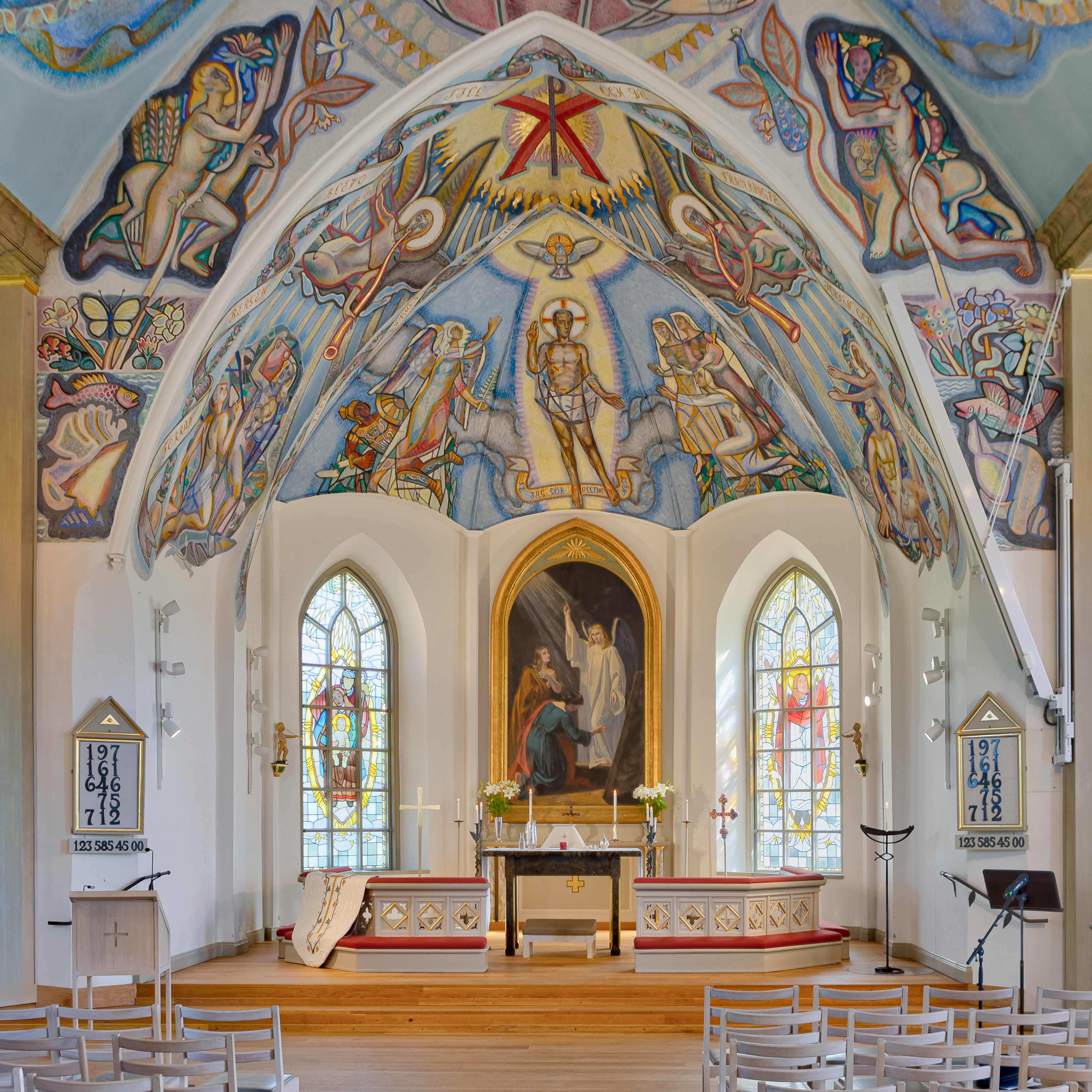
Koret.